# Beipiaosaurus
Genre
Beipiaosaurus est un genre éteint de dinosaures théropodes du groupe des thérizinosaures retrouvé en Chine, près de la ville de Beipiao, dans le biote de Jehol où il vivait au Crétacé inférieur il y a 125 Ma.

## Description
Long de 2 mètres, il possédait des sortes de filaments sur le corps, qui ressemblent un peu au duvet des oiseaux. On pense que, sur le modèle de Beipiaosaurus, tous les membres de la super-famille des Therizinosauroidea, tels que Therizinosaurus, Alxasaurus et Nothronychus, étaient recouverts de ces « proto-plumes ».
En 2018, une étude de Maria E. McNamara et ses collègues sur les fossiles très finement préservés, à l'échelle nanométrique, de Beipiaosaurus de la formation de Jehol en Chine, a mis en évidence la présence de fragments de peau desquamée. Il s'agit de pellicules que perdait l'animal, à la différence des reptiles actuels qui se débarrassent de leur peau en grandes plaques ou en un seul morceau,. Des fragments de peau similaires, ou cornéocytes, ont été retrouvés dans la même formation géologique, âgée de 125 Ma (millions d'années), chez deux autres dinosaures, Microraptor et Sinornithosaurus et chez un oiseau primitif : Confuciusornis.